# 深圳国際会展中心

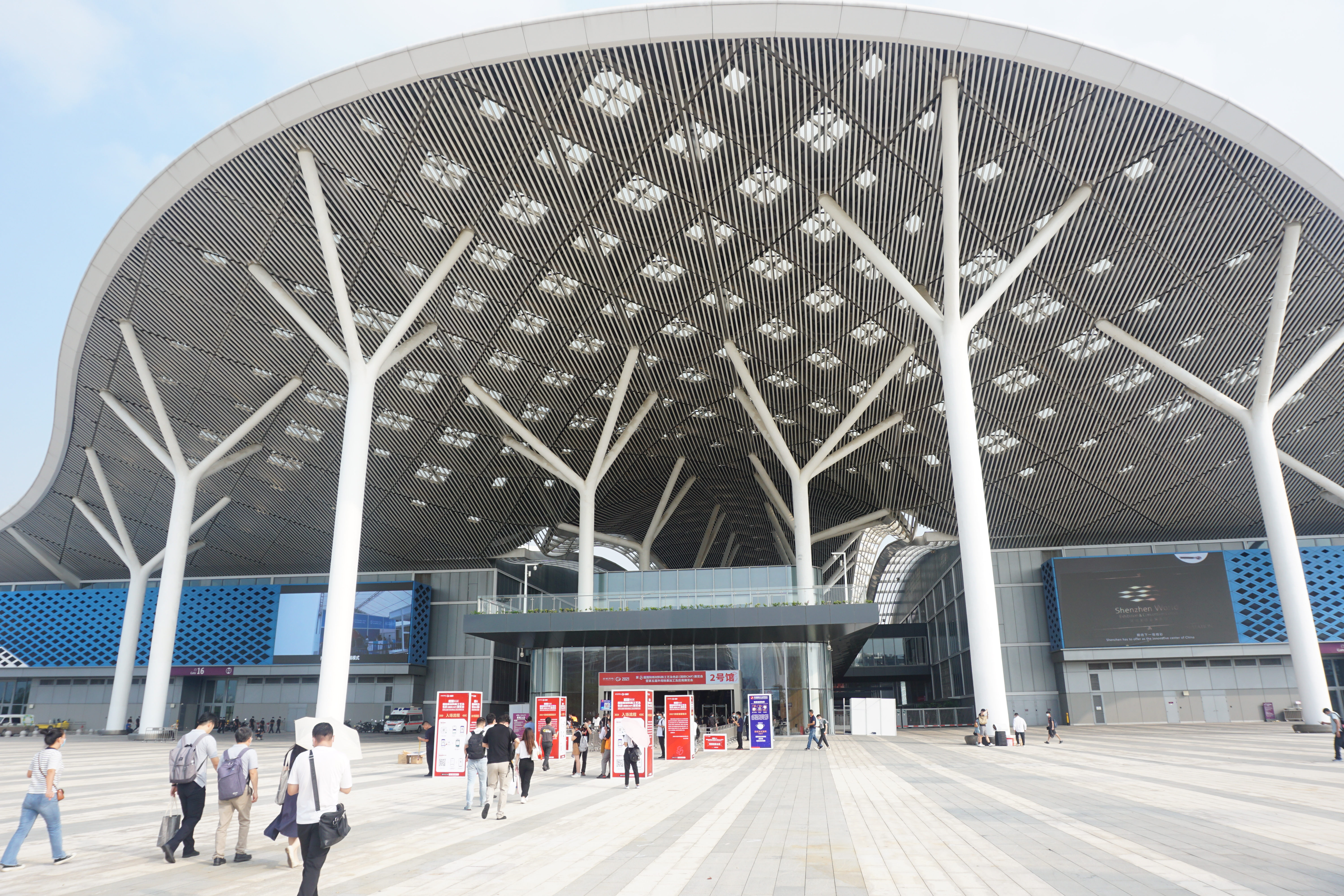
エントランス

深圳国際会展中心（しんせんこくさいかいてんちゅうしん、中国語:深圳国际会展中心）は、中華人民共和国広東省深圳市宝安区福海街にあるコンベンションセンター。規模は上海国家会展中心に次ぐ世界第3位である。

## 概要
建物は2期に分けて建設された。第1期の敷地面積は約121万4,200平方メートル、総建築面積は約160万5,000平方メートルで、このうち屋内展示場の面積は約40万平方メートル。第1期では合計19展示ホールが整備されている。第2期では10万平方メートルの展示ホールが建設され、ハノーファー国際見本市会場を抜き、世界最大のコンベンションセンターとなる予定である。
展示場が広いため、2021年に開通した深圳地下鉄20号線の地下鉄駅は国展城駅、国展北駅、国展駅、国展南駅と4つある。深圳宝安国際空港からも地下鉄で直結している。
2016年9月に着工、2019年9月28日から供給開始された。

## 開催イベント
- 中国国際光博会（CIOE）
- FBIF（Food & Beverage Innovation Forum）